# Chippendales

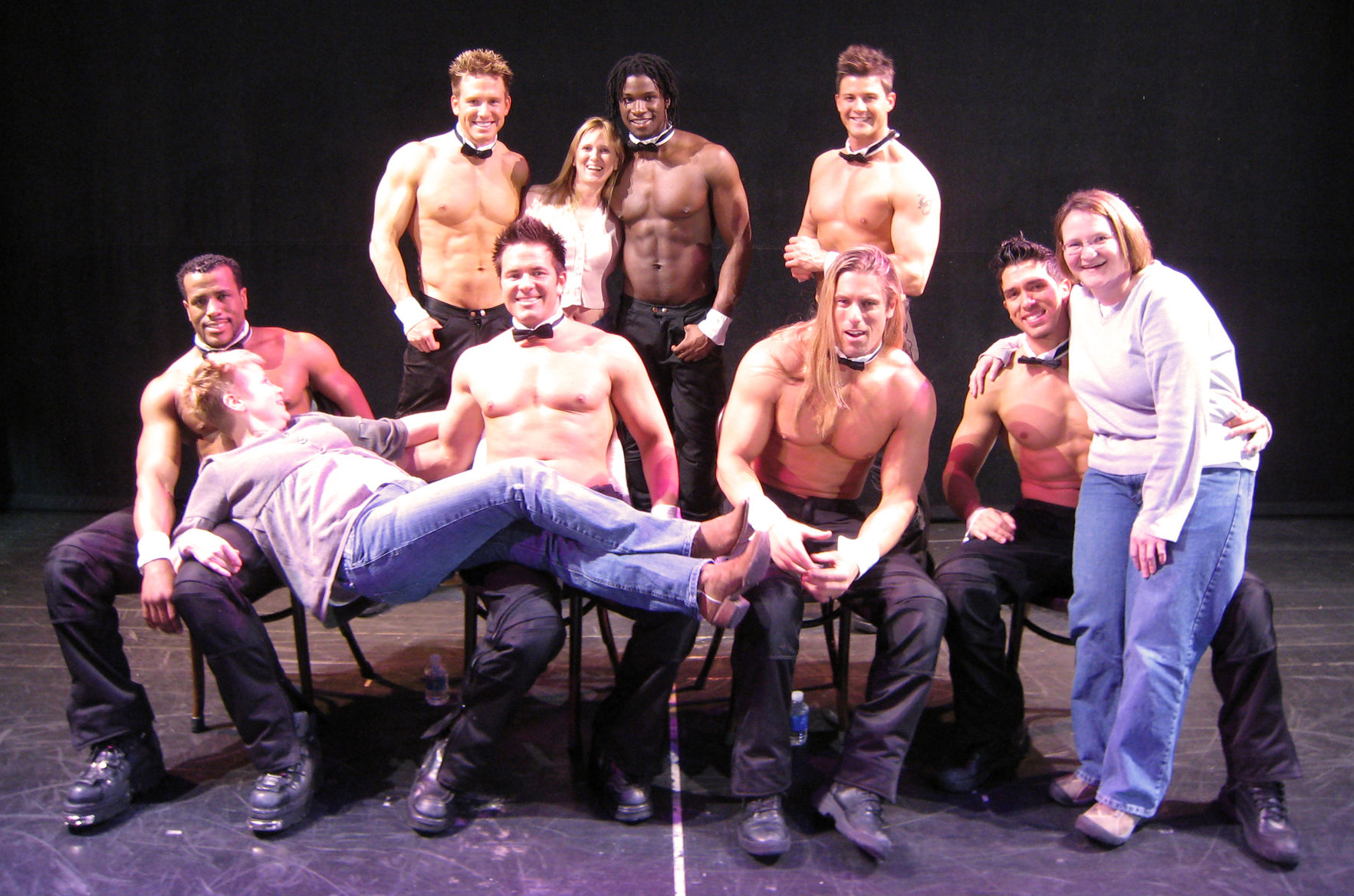
Een groep Chippendales in Las Vegas

De Chippendales is de naam van een groep mannelijke strippers. De groep is in 1979 ontstaan in een nachtclub bij Los Angeles, die Chippendales genoemd was (naar de stoelen in de stijl van Thomas Chippendale).
Ook een goedgebouwde mannelijke animeerfiguur wordt soms met chippendale aangeduid.
Er zijn ook twee films en een serie op Disney+ over de oprichters van de Chippendales, The Chippendales murder. Een van de films vertelt het verhaal van de promotor Nick De Noia (1941-1987). Hoewel Somen Banerjee, de eigenaar van de nachtclub, het idee had gehad om eens mannelijke in plaats van vrouwelijke strippers te laten optreden werd dat een nog groter succes door toedoen van De Noia. Het werd zelfs een wereldsucces met hordes gillende vrouwen. De Noia eiste de eer voor zich op, waarna hij door de nachtclubhouder werd vermoord. De tweede film is Just can't get enough, the true story about the chippendales murders en belicht het ontstaan, de moord op Nick De Noia en het verdere verloop tot de dood van Somen Banerjee. Welcome to chippendales is een serie op Disney+ die gaat over hoe de oprichters het plan kregen om de club te hernoemen naar Chippendales en over de moord op Nick De Noia.